# Anne Hofer
Pour les articles homonymes, voir Hofer.
 (décembre 2013).
Si vous disposez d'ouvrages ou d'articles de référence ou si vous connaissez des sites web de qualité traitant du thème abordé ici, merci de compléter l'article en donnant les références utiles à sa vérifiabilité et en les liant à la section « Notes et références ».
Anne Hofer est une illustratrice, décoratrice, peintre et réalisatrice de génériques pour la télévision française née le 26 décembre 1938 à Berlin en Allemagne.
Le nom d’Anne Hofer est associé à de nombreuses émissions jeunesse, comme l'Île aux enfants, Les Visiteurs du mercredi, Les Visiteurs de Noël diffusées sur TF1 et proposées par Christophe Izard.

## Enfance et études
Dessinatrice dès le plus jeune âge, Anne Hofer commence des études supérieures en Arts et Décorations, à Berlin, après avoir obtenu son baccalauréat. Élevée dans la campagne allemande, elle retranscrit toutes ces émotions captées pendant son enfance en de nombreux dessins.
Anne Hofer perfectionne son don en entrant deux années plus tard  à l’Académie des arts de Berlin et entame également en parallèle une carrière de mannequin.

## Débuts à la télévision
Anne Hofer parle couramment l’anglais et le français en plus de l'allemand. Elle se rend ainsi fréquemment à Paris dès le début des années 1960 pour exposer quelques-unes de ses œuvres.
C’est à Marseille qu’Anne Hofer travaille pour la première fois pour la télévision. En effet, les studios de l’ORTF s’intéressent à son univers riche et coloré et lui proposent de travailler à l’élaboration de décors nécessaires à l’habillage d’un plateau et d’une émission. Anne Hofer réalise notamment le générique en dessin animé de « Conseils au public », en 1972.
En 1974, la troisième chaîne qui se nomme C3 a un peu plus d'un an. Anne Hofer, qui habite Marseille, se voit confier la réalisation des génériques et diverses séquences animées du Club d’Ulysse, une émission jeunesse consacrée aux animaux. On retrouvera Ulysse le cocker sur des livres ou encore sur le disque contenant le générique de l’émission.

## L'Île aux enfants
La même année, Christophe Izard rencontre Anne Hofer. Le producteur est conquis par son univers graphique et lui propose de l’associer à l'émission L'Île aux enfants qu’il crée pour la Troisième Chaîne. Anne Hofer est chargée d'en réaliser le générique en dessin animé et touche alors un très jeune public. La dessinatrice signe également le générique de fin ainsi que des courts épisodes des aventures animées de Casimir et quelques séquences animées intercalaires.
En 1975, l’ORTF éclate et de nouvelles chaînes voient le jour : TF1, Antenne 2 et FR3. Christophe Izard emmène son île enchantée sur TF1 en invitant Anne Hofer à poursuivre leur collaboration. Anne Hofer prend également en charge l’habillage des Visiteurs du mercredi dès la première, le 8 janvier 1975.

## Les Visiteurs du mercredi
Pour Les Visiteurs du mercredi, Anne Hofer installe deux gamins sur une étoile filante et leur fait parcourir une galaxie étoilée dans un élan joyeux et festif. Au cours des huit saisons que durera l’émission, elle va dessiner de nombreux intercalaires : « Vive le sport », « la Parade des dessins animés », « le club des 6 – 10 », « les Z’Animos », une séquence animalière de Jacques Trémolin. Au fil des ans, Anne Hofer va également prendre part aux décors de l’émission, mais aussi de séries diffusées durant l’après-midi, comme les Contes à trembler debout, contés par François Chaumette dès la rentrée 1980.

### Les Visiteurs de Noël
En décembre 1976, Les Visiteurs du mercredi deviennent quotidiens durant les vacances scolaires sous le nom des Visiteurs de Noël. Anne Hofer dessine et réalise intégralement le générique de l’émission en figurant des maisons enneigées et des enfants qui découvrent leurs cadeaux. Le même générique sera conservé durant les six saisons, accompagné d'une chanson interprétée par Michel Vallier, puis par Marie Myriam qui venait de remporter le concours de l’Eurovision.

### Génériques et Scanimate
Les Visiteurs du mercredi s’imposent comme l’émission jeunesse de référence à la télévision française. Anne Hofer réalise en dessins animé les deux premiers génériques de l’émission mais le troisième et dernier sera réalisé à Hollywood, aux États-Unis et Anne Hofer y supervise le tournage d’autres génériques, réalisés grâce à une machine appelée Scanimate. Elle visite ainsi les locaux des productions Robert Abel and Associates et s’initie à l'utilisation du Scanimate, qui permet d'enchaîner de très nombreux effets visuels.
Les studios Robert Abel apparaissent notamment aux génériques de succès du cinéma, comme la Guerre des étoiles (Star Wars), Tron ou encore dans des séries télé, comme L'Âge de cristal (Logan’s Run). De son séjour hollywoodien, Anne Hofer reviendra avec quelques bobines sous le bras, des génériques pour TF1, comme Téléfoot, Restez donc avec nous le… ou encore le Cinéma du dimanche soir.

## Le Village dans les Nuages
En 1982, la nouvelle émission hebdomadaire pour enfants Mer-cre-dis-moi-tout remplace Les Visiteurs. Anne Hofer en réalise le générique qui met en scène des lutins qui chevauchent chaque syllabe du nom de l’émission, tournant sur un carrousel mais l'émission sera remplacée par Vitamine au bout d'un an et demi.
De son apprentissage du Scanimate, Anne Hofer réalise le générique animé d’une nouvelle émission jeunesse quotidienne, le Village dans les nuages diffusé à partir de la rentrée 1982. Les Zabars sont ainsi représentés en dessin animé à bord de leur sympathique vaisseau spatial qui reproduit leur visage.

### Souristory
Tout comme l'Île aux enfants, le Village dans les nuages accueille des séquences intercalaires. Le dessin animé Souristory, signé Anne Hofer est ainsi mis à l’antenne. Il raconte les aventures d’un mignon souriceau qui parcourt les pièces d’une maison entre gags et amusantes astuces. Anne Hofer assure l’écriture, le storyboard et le dessin de quarante épisodes. Souristory est une séquence poétique, tendre qui laisse une place importante à l’imaginaire. Les péripéties de la petite souris sont rediffusées dans Salut les petits loups, puis dans La Vie des Botes, quelques années plus tard, toujours sur TF1.
En 2010, Anne Hofer confie les droits de Souristory à Osibo Licensing, qui acquiert 32 licences des personnages d'émissions jeunesse de l'époque.

## Calin Matin
Toujours fidèle à Christophe Izard, Anne Hofer répond présente lors de son passage sur Antenne 2. Le nouveau directeur des programmes jeunesse met à l’antenne Calin Matin animé par Marie Talon et Biboun l’ours, marionnette qui prend vie grâce à Yves Brunier. Anne Hofer signe alors un générique en dessin animé, plein de tendresse et de douceur.

## Ouvrages

### Publications dérivées
Dans les années 1970, à l'instigation de Christophe Izard, elle rencontre Nadine Forster, une peintre belge avec qui elle collabore régulièrement sur les aventures de Casimir. Vont naître les albums Casimir explorateur et Casimir en vadrouille. Nadine Forster se charge généralement de donner le dynamisme du mouvement des personnages tandis qu’Anne leur apporte leurs couleurs, et signe des couvertures du Journal de Casimir.
Anne Hofer signe ensuite des adaptations du Village dans les nuages, dont une série de livres cartonnés chez GP Rouge et Or. 

### Illustration et bande dessinée
Pour la Bibliothèque rose, Anne Hofer illustre une grande quantité de couvertures dans les années 1970 et 1980. Au début des années 1980, Hachette fait appel à elle pour illustrer trois aventures de Fantômette mais le style arrondi et enfantin de ses dessins n'aurait finalement pas convaincu la maison d'édition pour une série visant plutôt les pré-adolescents.
En dehors des productions télévisées, elle collabore avec plusieurs maisons d’éditions, comme Caran d'Ache, Agora, Cerf-Volant, mais aussi G.P. et Nathan afin d’illustrer différents ouvrages, comme Violette et son génie de Paul Guimard, Les aventures de Bidochet sur des textes de Pierre Dubois, et des livres pour les tout petits.
En 2007, Anne Hofer s’associe avec Pascal Davoz et les éditions Clair de lune pour sortir une bande dessinée appelée Les grandes vacances, juin 1959, une histoire d’enfants qui partent en montgolfière à la recherche de leur père.

## Éditions musicales
Au cour de sa carrière, Anne Hofer collabore régulièrement avec les disques Adès. Elle signe les livres-disques 45 tours et 33 tours de l'Île aux enfants dans la collection du Petit Ménestrel, de la pochette au contenu des pages. Lucien Adès lui propose par la suite d’illustrer les dix pochettes de la collection « Je joue à chanter avec mon orchestre » ainsi que celle du générique du Village dans les nuages.
Quelques pochettes verront ensuite le jour chez d'autres éditeurs, comme celle de Pierre Perret, chez Phonogram.

## Activités tardives
Anne Hofer habite maintenant Marseille, ville dans laquelle elle peut donner libre cours à sa vie d’artiste. Elle y anime un atelier de peinture depuis les années 1990 qui accueille enfants comme adultes. 
Fin 2009, Anne Hofer achève un travail de faux-marbre dans un château du sud-ouest de la France.